# Câmara de Comércio e Indústria Luso-Sueca
A Câmara de Comércio e Indústria Luso-Sueca (CLS), é uma associação portuguesa com sede em Lisboa.

## Funções
O papel mais importante da CLS é de promover relações bilaterais de negócio entre a Suécia e Portugal, proporcionando uma arena para intercâmbio de ideias e experiências. Outra área importante são os serviços de valor acrescentado, com por exemplo na área de formação.

## Formação para compreensão e empregabilidade, o programaFacila
Surgindo dum protocolo de cooperação entre a Suécia e Portugal na área de formação de adultos, por inciativa do Johan Frisk, assinado em 2007 pelos Presidentes do Instituto de Emprego e Formação Profissional (IEFP) e a Agência Nacional para Qualificação (ANQ), do lado Português, e pelo Presidente da CLS da altura, Engº Peter Billton, do lado Sueco, na presença dos Ministros de Trabalho e Educação mais o Primeiro Ministro José Sócrates e a Embaixadora da Suécia. A cooperação visa a transferência de conhecimentos no âmbito de metodologia, pedagogia e conteúdos para preparar formandos com baixa escolaridade para futuros estudos e o processo de reconhecimento e validação dos Centros de Novas Oportunidades.
Ponto fulcral da metodologia Facila são os projectos de melhoria. Cada formando é convidado analisar o seu posto de trabalho, aplicar componentes da Matemática para a Vida, procurar padrões e os traduzirem para a linguagem matemática. O procedimento permite aumento de produtividade e assim o aumento da empregabilidade do formando. Se a mesma metodologia é aplicada por donos de pequenas empresas, o resultado do processo leva a aumentos do empreendedorismo.
Este projecto é apoiado pelo Programa Operacional de Potencial Humano (POPH) na medida 2.3, formações modulares certificados.